# Weekend Warrior
Albums de Biz Markie
Greatest Hits
(2002) Make the Music with Your Mouth, Biz
(2006)
Weekend Warrior est le cinquième album studio de Biz Markie, sorti le 18 novembre 2003.

## Liste des titres
| No  | Titre                                        | Contient un (des) sample(s) de                             | Durée |
| --- | -------------------------------------------- | ---------------------------------------------------------- | ----- |
| 1.  | Intro                                        |                                                            | 0:28  |
| 2.  | Tear Shit Up (featuring DJ Jazzy Jeff)       |                                                            | 4:25  |
| 3.  | Chinese Food                                 |                                                            | 4:41  |
| 4.  | Let Me See U Bounce (featuring Elephant Man) |                                                            | 3:36  |
| 5.  | Like a Dream                                 |                                                            | 3:50  |
| 6.  | Biz Clownin' (Interlude)                     |                                                            | 0:52  |
| 7.  | Throw Back                                   | Reminiscing de Little River Band                           | 3:15  |
| 8.  | Friends                                      | Why Can't We Be Friends? de War Lovely Day de Bill Withers | 3:46  |
| 9.  | Do Your Thang (featuring Diddy)              |                                                            | 3:45  |
| 10. | Country (Interlude)                          |                                                            | 1:03  |
| 11. | Turn Back the Hands of Time                  |                                                            | 4:08  |
| 12. | Games                                        | Slip Away de Deniece Williams                              | 4:13  |
| 13. | Not a Freak (featuring Erick Sermon)         |                                                            | 4:00  |
| 14. | Party to the Break-A-Day                     |                                                            | 3:59  |
| 15. | Beatbox (Interlude)                          |                                                            | 0:32  |
| 16. | For the DJ'z                                 |                                                            | 4:15  |
| 17. | Get Down                                     |                                                            | 4:20  |
| 18. | Ei Ya                                        |                                                            | 4:12  |